# Macrosteles oculata
Macrosteles oculata är en insektsart som beskrevs av Dlabola 1952. Macrosteles oculata ingår i släktet Macrosteles och familjen dvärgstritar. Inga underarter finns listade i Catalogue of Life.